# Кабеева, Екатерина Алексеевна
Екатерина Алексеевна Кабеева (род. 5 августа 1988, Ейск) — российская регбистка, нападающая команды ЦСП № 4 и сборной России по регби-7. Чемпионка Универсиады 2013 года и чемпионка Европы 2013 года.

## Биография

### Ранние годы
В детстве занималась лёгкой атлетикой: в секцию её со старшей сестрой Марией пригласил тренер Владимир Петров. Позднее Мария оставила спорт и занялась музыкой, а Екатерина продолжила заниматься лёгкой атлетикой. Выступая на краевых соревнованиях в манеже Кубанского государственного университета физической культуры, спорта и туризма, решила стать профессиональной легкоатлеткой, но ни в спринте, ни в беге на 400 м с барьерами ей не удалось закрепиться.

### Клубная карьера
Подумывала уйти из спорта, однако её пригласил в регбийную женскую команду «Южанка» (ныне ЦСП № 4) тренер Михаил Коробов. С этого момента Кабеева является игроком основного состава команды.

### Карьера в сборной
В сборную по регби-7 была приглашена в 2012 году в преддверии лондонского этапа Мировой серии по регби-7, где сборная России заняла 6-е место. Выступала на Универсиаде в Казани и принесла сборной победу в турнире. На чемпионате Европы также принесла победу своей сборной: на этапе в испанской Марбелье усилия трёх кубанских регбисток (в том числе Кабеевой) помогли сборной России взять золотые медали. Играла на чемпионате мира в Москве в 2013 году. Предварительно была включена в заявку на чемпионат Европы 2014 года (на первый этап в Москве).

### Личная жизнь
Окончила Кубанский государственный университет физической культуры, спорта и туризма, магистр, тренер по лёгкой атлетике. Планирует стать регбийным тренером.